# Uliczny wojownik (film 1994)
Uliczny wojownik (tytuł oryg. Street Fighter) – amerykańsko-japoński film akcji z 1994 roku w reżyserii Stevena E. de Souzy, oparty na bijatyce komputerowej Street Fighter. W rolach głównych wystąpili Jean-Claude Van Damme oraz Raúl Juliá.
Zyski z ogólnoświatowej dystrybucji filmu wyniosły 99 423 521 dolarów amerykańskich.

## Opis fabuły
Shadaloo, południowo-wschodnia Azja, rok 1995. Od siedmiu miesięcy trwa tam wojna domowa. Generał Bison, planując zawładnięcie światem, bierze zakładników z międzynarodowej organizacji. Jeśli nie otrzyma dwudziestu miliardów dolarów w ciągu siedemdziesięciu dwóch godzin, zakładnicy zginą.

## Obsada
| Aktorzy               | Role                       |
| --------------------- | -------------------------- |
| Jean-Claude Van Damme | pułkownik William F. Guile |
| Raúl Juliá            | generał M. Bison           |
| Ming-Na Wen           | Chun Li Zang               |
| Damian Chapa          | Ken Masters                |
| Kylie Minogue         | Cammy                      |
| Simon Callow          | oficjel A.N.               |
| Roshan Seth           | dr Dhalsim                 |
| Wes Studi             | Victor Sagat               |
| Byron Mann            | Ryu Hoshi                  |
| Grand L. Bush         | Balrog                     |
| Peter Navy Tuiasosopo | E. Honda                   |
| Jay Tavare            | Vega                       |
| Andrew Bryniarski     | Zangief                    |
| Gregg Rainwater       | T. Hawk                    |
| Miguel A. Núñez Jr.   | Dee Jay                    |
| Robert Mammone        | Carlos „Charlie” Blanka    |
| Kenya Sawada          | kapitan Sawada             |

## Inne utwory

### Komiksy
Powstały dwie adaptacje komiksowe filmu. Pierwsza, amerykański jednoczęściowy komiks, zatytułowany Street Fighter: The Battle for Shadaloo, został wydany przez DC Comics w 1995 roku. Komiks został narysowany przez Nicka J. Napolitano i Boba Downsa, a scenariusz napisał Mike McAvennie. Druga zaś, japońska jednoczęściowa manga Movie Original Street Fighter Shadaloo Destruction Operation autorstwa Takayuki Sakai została opublikowana w czerwcowym numerze miesięcznika CoroCoro Comics Special z 1995 roku, a następnie wznowiona w 9. tomie serii „Legends of CoroCoro Comic”.

### Gry komputerowe
W 1995 roku powstały dwie gry komputerowe z gatunku bijatyka oparte na Ulicznym wojowniku i obie wykorzystujące digitalizowaną grafikę w oparciu o ujęcia aktorów z filmu pozujących jako postacie i tym samym powtarzające role z filmu. Pierwszą była gra na automaty zatytułowana Street Fighter: The Movie, wyprodukowana przez amerykańskiego dewelopera Incredible Technologies i dystrybuowana przez Capcom. Drugą zaś była gra opracowana przez Capcom i wydana przez Acclaim Entertainment, również zatytułowana Street Fighter: The Movie, wydana na konsole PlayStation i Sega Saturn. Pomimo tego samego tytułu, żadna z gier nie jest portem drugiej i powstały niezależnie od siebie. Capcom ogłosił również, że ich nowo utworzony amerykański dział badań i rozwoju tworzy na wiosnę 1995 roku „ulepszony port” na Sega 32X, mając stać ich pierwszym tytułem na tę konsolę. Wersja ta jednak nigdy nie została wydana.